# Callian (Var)
Callian é uma comuna francesa na região administrativa da Provença-Alpes-Costa Azul, no departamento de Var. Estende-se por uma área de 25.42 km². Em 2010 a comuna tinha 3 312 habitantes (densidade: 130,3 hab./km²).